# 2-й Крестовский переулок
Второ́й Кресто́вский переу́лок — небольшая улица в центре Москвы в Мещанском районе Центрального административного округа между проспектом Мира (у Рижской площади) и Большой Переяславской улицей. В переулке находится Храм иконы знамения Божией Матери в Переяславской слободе.

## История
Это единственный оставшийся из трёх существовавших ранее Крестовских переулков. Так они были названы в 1922 году по бывшей Крестовской заставе Камер-Коллежского вала. Застава же (ранее называвшаяся Троицкая) получила имя в XVIII веке по стоявшей возле неё часовне, где с 1652 года находился крест (поставлен в честь встречи мощей святого Филиппа), возле которого постоянно толпились богомольцы, отправляющиеся в Троице-Сергиеву лавру. Позднее крест был водружён на самой заставе. До 1922 года — Малый Знаменский переулок (не путать с одноимённым существующим переулком), по церкви Знамения Богородицы, построенной в 1713 году.

## Расположение
2-й Крестовский переулок начинается справа от проспекта Мира напротив Рижской площади, проходит на восток вдоль Рижской эстакады, слева находится съезд с эстакады от Сущёвского Вала и выезд на неё в направлении Сокольников, а справа на переулок выходит Малая Переяславская улица. Переулок заканчивается на Большой Переяславской улице в месте её перехода в Водопроводный переулок напротив железнодорожных путей Алексеевской соединительной ветки (здесь проходит перегон «Каланчёвская»—«Ржевская»). Храм иконы знамения Божией Матери  в Переяславской слободе расположен между 2-м Крестовским переулком и Рижской эстакадой.

## Учреждения и организации
- Дом 17 — Храм иконы Божией Матери «Знамение» в Переяславской слободе, церковно-приходская школа.

## См.также
- Крестовский мост
- Рижская площадь
- Рижская эстакада